# Priručnik San Remo
Sanremski priručnik o međunarodnom pravu primjenjivom na oružane sukobe na moru pripremili su međunarodni pravni i pomorski stručnjaci koje je okupio Međunarodni institut za humanitarno pravo. Priručnik je usvojen u lipnju 1994. godine.

## Povijesni kontekst
Razvojem načina i sredstava ratovanja na moru, kao i činjenica da su se velike promjene dogodile u drugim granama međunarodnog prava koje su imale neposredan utjecaj i na ovo pitanje, pravo koje regulira uporabu sile na moru je bilo zastarjelo i odavno ga je trebalo preispitati. To je istaknuto u Rezoluciji VII. 25. međunarodne konferencije Crvenog križa, u kojoj se kaže kako "je neka područja međunarodnog humanitarnog prava koje se odnosi na pomorsko ratovanje potrebno preispitati i razjasniti na temelju postojećih temeljnih načela međunarodnog humanitarnog prava" i zbog toga poziva "vlade da usklade svoje napore pri radu u odgovarajućim tijelima s ciljem sagledavanja potrebe i mogućnosti za osuvremenjivanje odgovarajućih dokumenata o međunarodnom humanitarnom pravu koje se odnosi na pomorsko ratovanje".
Iako je pravo koje se odnosi na kopneno ratovanje revidirano nekim ranijim ugovorima, prije svega dvama protokolima iz 1977. godine, koji su dodatak na Ženevske konvencije iz 1949. godine, to se nije dogodilo i s pravom oružanih sukoba na moru. Druga ženevska konvencija iz 1949. godine govori samo o zaštiti ranjenika, bolesnika i brodolomnika na moru, uz neke prilagodbe u I. Dopunskom protokolu iz 1977. godine, posebno u dodatku Drugoj ženevskoj konvenciji koji se odnosi na zaštitu civilnih brodolomnika. Međutim, ovi ugovori se ne odnose na pravo koje regulira neprijateljstva na moru. Gotovo svi ugovori koji govore o ovom problemu potječu iz 1907. godine, kada je Druga međunarodna mirovna konferencija u Hagu usvojila osam konvencija o pravu pomorskog ratovanja. Jednu od njih je supstituirala Druga ženevska konvencija, a ostale, stvaranjem međunarodnog suda za pomorski ratni plijen, nikada nisu ni stupile na snagu. Treća konvencija, koja se je odnosila na granatiranje ciljeva na kopnu pomorskim snagama, u praksi je zamijenjena propisima koji reguliraju napade u I. Dopunskom protokolu iz 1997. godine. Međutim, ovi propisi se odnose samo na pomorske udare koji neposredno utječu na civilno stanovništvo na kopnu i ne pokrivaju udare pomorskih snaga na objekte na moru, posebno brodove i zrakoplove. Ugovori iz 1907. godine sami po sebi ne predstavljaju potpunu kodifikaciju prava oružanih sukoba na moru, iako obrađuju određena područja kao što je status protivničkih trgovačkih brodova i njihovo pretvaranje u ratne brodove, polaganje automatskih kontaktnih mina i izuzeće određenih brodova od uzapćenja. Pokušaj izrade nacrta potpunijeg ugovora je bio 1909. godine u Londonu, ali konačna deklaracija nije stupila na snagu. Institut za međunarodno pravo je izradio nacrt neobvezujućeg kodeksa koji je usvojen u Oxfordu 1913. godine. Londonska deklaracija iz 1909. godine i Oxfordski priručnik iz 1913. godine su bili dobri temelji običajnog prava prije Prvog svjetskog rata.
Događaji u Prvom svjetskom ratu su, zbog razvoja novih načina i sredstava ratovanja, pokazali da su Haški ugovori i tradicionalno običajno pravo prilično zastarjeli. Uporaba podmornica, koje nisu mogle slijediti procedure propisane za površinske brodove, rezultirala je torpediranjem trgovačkih brodova na način koji je značio povredu prava koje je u to vrijeme bilo na snazi. Bilo je pokušaja, poglavito od strane Velike Britanije 1920-tih godina, da se sve podmornice stave izvan zakona. S obzirom na to da takav prijedlog nije usvojen, 1936. godine je postignut sporazum kojim je određeno da podmornice moraju poštovati iste propise kao i ostali ratni brodovi. Međutim, taj pokušaj reguliranja novih metoda ratovanja nije riješio problem koji se je još više pogoršao naknadnom općom uporabom zrakoplova, morskih mina i dalekometnih raketa. To je dovelo do spornih potapanja u Drugom svjetskom ratu, uključujući mnoge brodove bolnice i brodove Crvenog križa koji su prevozili humanitarnu pomoć.
Običajno pravo od prije Prvog svjetskog rata je predstavljalo odgovarajuće uravnoteženje između vojnih i humanitarnih potreba temeljenih na pomorskoj praksi uporabe jedrenjaka iz devetnaestog stoljeća. Kako se nije bilo moguće vratiti u ta vremena, to je pravo trebalo prilagoditi kako bi se ista takva uravnoteženost postigla propisima koji se mogu primijeniti na novonastale uvjete. Drugi važni čimbenik je taj što su, od Drugog svjetskog rata naovamo, učinjeni važni razvojni pomaci u drugim područjima međunarodnog prava, kao što su Povelja Ujedinjenih naroda, pravo mora, zrakoplovno pravo i pravo zaštite okoliša, a koji se moraju uzeti u obzir pri bilo kojoj raspravi o pravu primjenjivom na oružane sukobe na moru. Razvoj prava oružanog sukoba na kopnu je također vrlo važno stoga što svi oružani sukobi podrazumijevaju operacije u kojima kopnene, zračne i pomorske snage blisko surađuju te nije prihvatljivo postojanje potpuno različitih standarda. Nadalje, svi aspekti oružanog sukoba se moraju uskladiti s temeljnim načelima međunarodnog humanitarnog prava, bez obzira na prostor u kojemu se vode operacije. Međutim, istovremeno treba imati na umu da postoje određene posebnosti pomorskih operacija koje se moraju uzeti u obzir, a posebno činjenicu da su interesi neutralnih zemalja neusporedivo više prisutni u pomorskim nego u kopnenim operacijama.
Svi ovi čimbenici su doveli do kritičnog stupnja neizvjesnosti kada je u pitanju međunarodno pravo koje se primjenjuje na oružane sukobe na moru. Iako se pomorske operacije ne događaju tako učestalo kao kopnene, neki nedavni sukobi su pokazali potrebu veće sigurnosti u području prava koje se primjenjuje na pomorsko ratovanje. Sukob oko Falklanda/Malvina je doveo do prve veće pomorske operacije nakon Drugog svjetskog rata i, iako srećom nije rezultirao nijednim ozbiljnim problemom vezanim uz sigurnost civila i neutralne plovidbe, postavila su se mnoga pitanja u vezi korištenja isključivih gospodarskih pojasa. Drugi problem koji se je pojavio je bio negativni utjecaj propisa Druge ženevske konvencije na učinkovitost brodova bolnica jer je takvim brodovima zabranjivala korištenje kodiranih signala. S druge strane, rat između Irana i Iraka je doveo do učestalih napada na neutralno civilno brodovlje i korištenja isključivih pojaseva od obiju zaraćenih strana. Obaranje iranskog putničkog zrakoplova od strane američke raketne krstarice Vincennes je snažno potaklo pitanje praktičnih poteškoća vezanih uz točnu identifikaciju civilnih objekata od strane pomorskih snaga zaraćenih država i nejasne odnose između poslova civilnih vlasti uključenih u zračni promet i potreba sukobljenih snaga u tom području. Drugi zaljevski rat je donio široku pomorsku aktivnost kada su Koalicijske snage uspostavile blokadu bez da su je takvom i formalno proglasile. Posebno zanimanje su izazvale metode koje su se primjenjivale u nametanju blokade i izuzeća koja su dopuštana zbog humanitarnih razloga. Isto tako, stupanj do kojeg je Vijeće sigurnosti UN-a bilo ograničeno propisima međunarodnog humanitarnog prava je bio jedno od važnih pitanja. Na kraju treba spomenuti i to da je polaganje morskih mina stvorilo dodatne probleme. Te su mine položene u vrijeme rata između Irana i Iraka od kojih su neke uništile neutralne države. U lipnju 1995. godine brod, kojega je unajmio Međunarodni odbor Crvenog križa radi prevoženja humanitarne pomoći civilima u Šri Lanki, teško je oštećen i potonuo je nakon nailaska na morsku minu. Švedska vlada je međunarodnoj zajednici u nekoliko navrata predložila ugovor kojim bi se regulirala uporaba morskih mina, najprije 1989. godine na Vijeću za razoružanje UN-a, zatim 1991. godine neposredno prije prvog zasjedanja Generalne skupštine UN-a, a na kraju i kao dodatni protokol Konvenciji zabrani ili ograničenju uporabe određenog konvencionalnog oružja za koje se može smatrati da može izazvati prekomjerne povrede ili imati nediskriminirajuće učinke iz 1980. godine. No, takve inicijative nisu naišle na razumijevanje.
Sredinom 90-ih godina prošloga stoljeća neke su države pripremile pomorske priručnike ili nadopunile i obnovile vojne priručnike koji u sebi imaju poglavlja o pravu pomorskog ratovanja. Najznačajniji pomorski priručnici za zapovjednike ratnih brodova su oni iz SAD-a i Njemačke. Oni u sebi sadrže značajna poglavlja o oružanim sukobima na moru. Osim spomenutih, mnoge druge države su izdale svoje priručnike koji reguliraju ovo područje prava.
Iako zadnji sukobi nisu prouzročili značajnija potapanja civilnih i drugih neratnih brodova kao u Drugom svjetskom ratu, još uvijek postoji potreba jasnog određivanja koje su pomorske operacije nezakonite zbog čega je nužno postojanje detaljnih međunarodnih regulativnih dokumenata.
Nacrt Priručnika San Remo je rađen tijekom šest godina, a usvojen u lipnju 1994. godine. Popraćen je komentarom pod naslovom "Pojašnjenje". Sudionici skupine eksperata koji su pripremili Priručnik su bili mješavina vladinog osoblja i akademika iz dvadeset i četiri zemlje i svi su sudjelovali u svoje osobno ime. 
Serija godišnjih sastanaka, koja je započela s onim u San Remu 1987. godine, održavana je u organizaciji Međunarodnog instituta za humanitarno pravo u suradnji s brojnim drugim institucijama, uključujući Međunarodni odbor Crvenog križa (MOCK) i nekoliko državnih udruženja. Drugi sastanak, koji je održan 1988. godine u Madridu u suradnji sa španjolskim Crvenim križem, je rezultirao Planom aktivnosti s ciljem definiranja suvremenog prava primjenjivog na oružane sukobe na moru. 
Naredni sastanci su održani u Bochumu, Toulonu, Bergenu, Ottawi, Ženevi i zadnji u Livornu. Prva četiri sastanka su organizirana u suradnji s državnim udruženjima Njemačke, Francuske, Norveške i Kanade, a MOCK je sve vrijeme imao glavnu ulogu. Osim što je sudjelovao u organiziranju sastanka u Ženevi, MOCK je ponudio savjetodavnu pomoć Institutu tijekom cijelog procesa, koordinirao izradu nacrta i pomagao u administrativnim i tajničkim poslovima. Pored toga, MOCK je organizirao tri sastanka izvjestitelja, čija su izvješća predstavljala temelje za raspravu na godišnjim sastancima i za priređivanje nacrta "Pojašnjenja".

## Svrha Priručnika
Priručnik nije obvezujući dokument. Imajući u vidu raspon i promjenjivost prava, eksperti su zaključili da je prerano dati na diplomatsku raspravu nacrt međunarodnog ugovora po ovom pitanju. Rad se je, stoga, usmjerio na usuglašavanje područja koja su bila obuhvaćena običajnim pravom, a kojih bilo znatno više nego što se je to u početku činilo. U drugom koraku su vođene rasprave eksperata o spornim pitanjima s nakanom postizanja kompromisa oko inovativnih prijedloga koji su najčešće predstavljali napredak u razvoju prava. Iako priručnik sadrži odredbe koje bi se mogle okarakterizirati kao napredak, za mnoge od njih se je smatralo da su samo izraz onoga što je već bilo sadržano u postojećem pravu. Tako je 'Priručnik San Remo u mnogim aspektima namjerno oblikovan tako da bude suvremeni ekvivalent Oxfordskog priručnika iz 1913. godine. Vjerovalo se je da će izrada takvog dokumenta pomoći razjašnjavanju prava i tako otkloniti dojmove o postojanju stupnja neslaganja koji onemogućava razvijanje usklađenog običajnog ili kodificiranog prava koji se tiče oružanog sukoba na moru. 
Odlučeno je da je važno istovremeno objaviti Priručnik i komentar iz kojeg bi se vidjelo porijeklo pravila u njemu, kao i rasprave o pojedinim odredbama i pojašnjenja zašto je došlo do određene odluke. Komentar bi također trebao biti i indikacija koje su odredbe općeprihvaćene kao deklarativno ili običajno pravo, a koje su po svojoj prirodi predložene kao napredak u razvoju prava. Namjera je bila da se Priručnik čita zajedno s komentarom (kasnije nazvanim "Pojašnjenje").

## Sadržaj Priručnika
Priručnik se sastoji od 183 točke raspoređenih u šest dijelova.
Prvi dio, nazvan "Opće odredbe", određuje širinu primjene propisa, učinak Povelje UN-a, područja mora u kojima se vojne operacije mogu odvijati te definiciju korištenih pojmova.
Drugi dio, "Područja operacija", sadrži propise koji se primjenjuju na zaraćene i neutralne strane u različitim područjima mora: unutarnje morske vode, teritorijalno more i arhipelaške vode; međunarodni tjesnaci i prolazak arhipelaškim vodama; isključivim gospodarskim pojasom i epikontinentalnim pojasom; otvorena mora i podmorje izvan jurisdikcije bilo koje države.
Treći dio, "Osnovna pravila i razlikovanje ciljeva", je najduži dio koji započinje s definiranjem temeljnih načela međunarodnog humanitarnog prava. Nakon usuglašenog pravila po kojem je pravo izbora načina i sredstava ratovanja strana u sukobu neograničeno, ovaj dio ponavlja temeljna pravila načela razlikovanja, uključujući zabranu nediskriminirajućih napada, pravilo zabrane uporabe oružja koja uzrokuju nepotrebnu patnju i nepotrebna ranjavanja, te ističe potrebu posvećivanja dužne pažnje prirodnom okolišu. Pored toga, Treći dio sadrži odjeljke koji obrađuju mjere sigurnosti u napadu i posebne mjere sigurnosti koje se tiču civilnih zrakoplova.
Četvrti dio, pod naslovom "Načini i sredstva ratovanja na moru", sadrži pravila koja se odnose na uporabu određenog oružja (raketa i drugih projektila, torpeda i mina), pravila koja se primjenjuju na blokade i "zone" te pravila koja govore o obmani, ratnom lukavstvu i perfidiji.
Peti dio, "Mjere koje nisu napad: presretanje, pregled, pretres, skretanje, uzapćenje i zapljena", sadrži sedam odjeljaka koji se odnose na određivanje protivničkog karaktera brodova i zrakoplova, pregled, pretres i skretanje trgovačkih brodova presretanje, pregled, pretres i skretanje civilnih zrakoplova te uzapćenje i zapljenu protivničkih i neutralnih brodova, civilnih zrakoplova i robe.
Šesti dio, "Zaštićene osobe, sanitetski transporti i sanitetski zrakoplovi", ne predstavlja pokušaj ponavljanja detaljnih odredaba Druge ženevske konvencije i Prvog dodatnog protokola koji se odnose na ove kategorije, nego potvrđuje da ta detaljna pravila ostaju na snazi te daje neka dodatna pravila koja se temelje na razvoju suvremenog humanitarnog prava.